# Agalinis brachyphylla
Agalinis brachyphylla är en snyltrotsväxtart som först beskrevs av Adelbert von Chamisso och Schltdl., och fick sitt nu gällande namn av W.G.D'arcy. Agalinis brachyphylla ingår i släktet Agalinis och familjen snyltrotsväxter. Inga underarter finns listade i Catalogue of Life.